# Chaqmaqtin
Chaqmaqtin (persiska: چقمقتين), även stavat Chakmaktin, eller Kol-e Chaqmaqtin (كول چقمقتين, "Chaqmaqtinsjön"), är en sjö i nordöstra Afghanistan. Den ligger i Wakhankorridoren, i provinsen Badakhshan. Chaqmaqtin ligger 4 024 meter över havet.